# Wu Mei-Ling
Wu Mei-Ling (6 de enero de 1973) es una deportista taiwanesa que compitió en judo.
Ganó dos medallas en los Juegos Asiáticos, en los años 1994 y 1998, y cuatro medallas en el Campeonato Asiático de Judo entre los años 1988 y 1997.

## Palmarés internacional
| Representando a China Taipéi |                     |                   |           |
| Juegos Asiáticos             |                     |                   |           |
| Año                          | Lugar               | Medalla           | Categoría |
| 1994                         | Hiroshima (Japón)   | Medalla de bronce | –66 kg    |
| 1998                         | Bangkok (Tailandia) | Medalla de bronce | –63 kg    |
| Campeonato Asiático          |                     |                   |           |
| Año                          | Lugar               | Medalla           | Categoría |
| 1988                         | Damasco (Siria)     | Medalla de bronce | –61 kg    |
| 1993                         | Macao (Portugal)    | Medalla de plata  | –61 kg    |
| 1995                         | Nueva Delhi (India) | Medalla de oro    | –66 kg    |
| 1997                         | Manila (Filipinas)  | Medalla de bronce | –66 kg    |